# Marcio Kogan
Marcio Kogan est un architecte et cinéaste brésilien surtout connu pour son travail sur les maisons privées et la conception de magasins. 

## Biographie
Fils de l'ingénieur Aron Kogan (1924-1961), concepteur et entrepreneur de plusieurs grands gratte-ciel des années 1950-1960 de São Paulo tels que Edificio São Vito et Mirante do Vale, il est diplômé de la Mackenzie Presbyterian University School of Architecture and Urbanism de São Paulo en 1976. Le début de la carrière de Kogan est partagé entre le cinéma et l'architecture, généralement en partenariat avec son ancien camarade de classe Isay Weinfeld. En 1988, le duo produit le long métrage Fogo e Paixão (Feu et passion) et, entre 1995 et 2004, organise cinq expositions sur l'architecture et l'humour.
En 2001, le cabinet de Kogan change de nom pour Studio MK27 et accroit sa notoriété avec plusieurs projets internationaux. On lui doit également la conception de produits et de mobilier. En 2012, le Studio MK27 est sélectionné pour représenter le Brésil à la Biennale d'architecture de Venise.
Les projets de Kogan se caractérisent par leur haut niveau de détail, leur simplicité formelle, leurs relations fortes entre l'intérieur et l'extérieur. Ils se concentrent sur le confort thermique, l'utilisation de lignes et de volumes purs et l'application d'éléments traditionnels tels que les moucharabieh, ainsi que par des plans internes fonctionnels. Kogan privilégie l'utilisation de matières premières telles que le bois, le béton et la pierre. Presque toutes ses créations incluent des références à l'architecture moderne brésilienne, dont il s'inspire depuis longtemps. Il est également connu pour le recours à des cubes, des stores en bois, des treillis et des pierres apparentes.
En 2011, Kogan est reçu membre honoraire de l'American Institute of Architects (AIA). En 2013, le critique du New York Times, Paul Goldberger cite Kogan comme l'une des principales références de l'architecture contemporaine brésilienne.
Marcio Kogan est membre du corps professoral de l'Escola da Cidade et de l'Université polytechnique de Milan. Son fils, Gabriel Kogan, est également architecte et critique d'architecture.

## Principaux projets
- Édifice Ijis (1980) São Paulo.
- Édifice Metropolis (1996) avec Isay Weinfeld São Paulo.
- Musée de microbiologie à l'Institut Butantan (2002), avec Bruno Gomes, São Paulo.
- Primetime Nursery (2007) avec Lair Reis, São Paulo.
- Studio SC (2010) avec  Suzana Glokowski, São Paulo.
- Studio R (2012) avec  Gabriel Kogan, São Paulo.

- Uma Store Vila (1999), São Paulo.
- Hôtel Fasano (2003) avec Isay Weinfeld, São Paulo.
- Micasa VolB (2007) avec Bruno Gomes et Bruno Guedes, São Paulo.
- Magasin Livraria Cultura Iguatemi (2014), avec Marcio Tanaka, Mariana Ruzante, Luciana Antunes, Diana Radomysler, São Paulo.
- Bar Riviera (2013) avec  Beatriz Meyer, Eduardo Chalabi et Diana Radomysler, São Paulo.